# Alan Smithee
Alan Smithee is een pseudoniem dat gebruikt werd door filmregisseurs die niet op de titelrol van de film vermeld willen worden. 
De Directors Guild of America (DGA) (het regisseursgilde van de VS) is de vakbond die opkomt voor de belangen van de film- en televisieregisseurs in de Verenigde Staten. Deze vakbond voerde deze naam in 1967 in om regisseurs van de titelrol af te kunnen halen. Dit kon slechts in die gevallen waarbij de regisseur kon aantonen dat de film een zodanige nabewerking had ondergaan, dat de film niet meer als zijn eigen werk gezien kon worden. Bovendien moest de regisseur een aanvraag indienen bij de DGA en was het afgeven van de naam aan strikte voorwaarden gebonden. Het standpunt van de DGA is namelijk altijd geweest dat een regisseur ook voor slechte films zijn verantwoordelijkheid moet nemen.
Een van de voorwaarden was dat de regisseur niet publiekelijk kritiek op de film mocht geven. Regisseur Tony Kaye deed dit wel op zijn film American History X en om die reden werd zijn aanvraag niet gehonoreerd. Deze film wordt wel gezien als de beste waarvoor een Alan Smithee-aanvraag is ingediend.
In 1997 werd de film An Alan Smithee Film: Burn Hollywood Burn gemaakt als parodie op het fenomeen Alan Smithee. Deze film onderging echter een dusdanige nabewerking dat ook regisseur Arthur Hiller aan de DGA vroeg of hij van de titelrol gehaald mocht worden, wat gehonoreerd werd.
Enkele regisseurs die zelf het alias van Alan Smithee hebben aangenomen zijn: Sam Raimi (Alan Smithee Junior), zijn oudere broer Ivan Raimi (Alan Smithee Senior), Paul Aaron, Paul Bogart, Gianni Bozzacchi, Gregg Champion, Jackie Cooper, John Frankenheimer en Jerrold Freedman.
De Nederlandse regisseuse Rita Horst was dusdanig ontevreden over de nabewerking van haar film Iep! (2010) dat ze niet op de titelrol vermeld wilde worden. In plaats daarvan werd als regisseur een Nederlandse verbastering van Alan Smithee vermeld: Ellen Smit.
Omdat na de film An Alan Smithee Film: Burn Hollywood Burn het verschijnsel Alan Smithee wat al te bekend werd bij het publiek, heeft de DGA besloten de credit af te schaffen. In plaats daarvan wordt nu, bij films die een Alan Smithee zouden kunnen krijgen, voor elke film een ander pseudoniem gekozen.

## Trivia
- Alan Smithee is een anagram van The Alias Men. Dat is toeval.